# 1935 no ciclismo
Cronologia do ciclismo
1934 no ciclismo - 1935 no ciclismo - 1936 no ciclismo
Os factos marcantes do ano 1935 no ciclismo.

## Por mês

### Março
- 10 de março : o francês Raoul Lesueur ganha Genova Nice.
- 17 de março : o Franco-italiano Attilio Zanella ganha o Grande Prêmio de Cannes.
- 26 de março : 1.ª manga do campeonato da Itália em estrada, o italiano Giuseppe Olmo ganha a Milão-Sanremo.
- 31 de março : René Vietto, dito o Rei René devido à popularidade adquirida durante o Tour de France de 1934, vence a Paris-Nice.

### Abril
- 4 de abril : o belga Alfons Schepers ganhe Liège-Bastogne-Liège para a terceira vez.
- 7 de abril : o francês René O Grevès ganha o Critérium nacional da estrada.
- 8 de abril : o italiano Giovanni Gotti ganhe Milão Turim.
- 14 de abril : o belga Louis Duerloo ganha o Volta à Flandres.
- 14 de abril : 2.º manga do campeonato da Itália em estrada, o italiano Mario Cipriani ganha o Volta de Toscana para a segundo ano de affilée.
- 21 de abril : como no ano último o belga Gaston Rebry ganhe Paris-Roubaix. É sua terceira vitória em tudo nesta prova que não retomará que em 1938.
- 21 de abril : o espanhol Ricardo Ferrando ganha o Troféu Masferrer.
- 22 de abril : o belga Frans Van Hassel ganha a Volta do Limbourg.
- 22 de abril : 3.º manga do campeonato da Itália em estrada, como no ano último o italiano Learco Guerra ganha o Volta de Campanie. É a sua terceira vitória em tudo nesta prova.
- 22 de abril : o francês Paul Larrouy ganha o grande Prêmio de Pascua.
- 28 de abril : o belga Edgar de Caluwé ganha a Paris Bruxelas.
- 28 de abril : o francês Léon Level ganha a Polymultipliée.

### Maio
- - 1 de maio : o belga Karel Kaers ganha o grande Prêmio Hoboken.
- 5 de maio : o francês René le Grevés ganha a Paris-Tours.
- 5 de maio : 4.ª manga do campeonato da Itália em estrada, o italiano Aldo Bini ganha o Giro del Piemonte.
- 5 de maio : o belga Camille Van Iseghem vence o Circuito das Regiões Flamengas. a prova não terá lugar em 1936 e retomará em 1937.
- 15 de maio : o belga Gustaaf Deloor ganha a primeira edição do Volta a Espanha.
- 19 de maio : o belga Edgar de Caluwé ganhe Bordeús-Paris.
- 19 de maio}} o francês Louis Thietard ganha o Volta a Doubs.
- 26 de maio : o suíço Paul Egli ganha o Campeonato de Zurique para a segunda vez de participação.

### Junho
- 2 de junho : o belga Jef Moerenhout ganha o Volta à Bélgica.
- 9 de junho : o italiano Basco Bergamaschi ganha o Giro d'Italia.
- 9 de junho : o espanhol Mariano Canardo ganha a Volta à Catalunha para a quinta vez.
- 9 de junho : o suíço Paul Egli resulta Campeão da Suíça em estrada.
- 16 de junho : o italiano Aldo Bini ganha o Giro de Emília.
- 16 de junho : o belga Gustave Danneels resulta Campeão da Bélgica em estrada.
- 16 de junho : o francês Georges Speicher resulta Campeão da França em estrada.
- 23 de junho : o luxemburguês Mathias Clement ganha a primeira edição da Tour de Luxemburgo.
- 23 de junho : o belga Gustave Degreef ganha a primeira edição do Grande Prêmio de Valônia conhecido também baixo o nome de Sombreffe-Charleroi.
- 24 de junho : o neerlandés Marinus Valentin continua Campeão dos Países Baixos em estrada.
- 30 de junho : o belga Albert Depreitere ganhe Gante-Wevelgem.
- 30 de junho : o francês Gabriel Ruozzi ganha o Grande Prêmio de Antibes.

### Julho
- 4 de julho : desistência do Tour de France. Continuação às desgraças do francês René Vietto no ano de antes, o regulamento está modificado assim : 1) Da saída até Evian, ao pé das montanhas, proibição para todos os corredores de uma equipa de mudar de bicicleta entre eles, dado que a classificação é susceptível de modificações nas cols. 2) A partir de Evian e até Pau (final das montanhas) possibilidade para o líder de mudar de bicicleta com um jogador, salvo com o 2.º e o 3.º da equipa à classificação geral, a não ser que o avanço do líder seja além de uma metade hora. 3) A partir de Pau e até Paris o espírito de equipa está deixada à liberdade dos corredores. Seis equipas de individuais da cada nacionalidade estão criadas. O seus membros são susceptíveis de completar o efectivo de uma equipa nacional quando esta perde um corredor no abandono. O barómetro das bonificações fica sem alterações. O belga Romain Maes ganha a 1.ª etapa Paris Lille, 2.º a 53 segundos o belga Edward de Caluwé, 3.º o francês Charles Pélissier, 4.º o belga Jean Aerts, 5.º o francês Antonin Magne todo mesmo tempo. O francês René Vietto 74.º a 18 minutos 39 segundos compromete as suas sortes. À classificação geral com as bonificações, Maes toma o maillot amarelo, 2.º de Caluwé a 2 minutos 31 segundos, 3.º Pélissier a 3 minutos 16 segundos. O sucesso mantém às vezes a pouca coisa Maes tem aproveitado uma passagem a nível fechado a Haubourdin para (que passa pela passagem levantada pelos guarda passagens ) aguardar o seu avanço que os seus perseguidores retidos eles pelo comboio.
- 5 de julho : o francês Charles Pélissier ganha, ao sprint ante um grupo de 20 corredores, a 2. ª etapa do Tour de France Lille-Charleville, 2.º o francês Georges Speicher, 3.º o italiano Basco Bergamaschi, o belga Edward de Caluwé é 5.º, seu compatriota Romain Maes está 12.º todo mesmo tempo. À classificação geral : 1.º Maes, 2.º Pélissier a 1 minuto 46 segundos, 3.º de Caluwé a 2 minutos 31 segundos.
- 6 de julho : o italiano Raffaele dei Paco vontade, ao sprint ante seus 2 colegas de escapada, a 3. ª etapa do Tour de France Charleville-Metz, 2.º o belga Gustave Danneels, 3.º o francês Maurice Archambaud. O belga Jean Aerts 4.º a 1 minuto 34 segundos consegue o sprint do pelotão onde se encontram todos os favoritos. Nada de mudança em cabeça da classificação geral.
- 7 de julho : o belga Jean Aerts ganha, ao sprint ante seus 4 colegas de escapada, a 4. ª etapa do Tour de France Metz Belfort que enfrenta a Pelota de Alsacia, 2.º o belga Gustave Danneels, 3.º o belga François Neuville, 4.º o alemão Oskar Thierbach, 5.º o belga Félicien Vervaecke todo mesmo tempo. O belga Romain Maes termina 6.º a 10 segundos com em sua roda o italiano Basco Bergamaschi 7.º. Após 2 homens intercalés, o francês Roger Lapébie 10.º a 2 minutos 23 segundos consegue o sprint de um grupo de 11 corredores onde se encontra o francês Antonin Magne 18.º. Logo as separações são de entidade, 22.º o francês René Vietto a 3 minutos 59 segundos, 30.º o francês Georges Speicher a 4 minutos 5 segundos, 34.º o belga Edward de Caluwé a 6 minutos 43 segundos, 60.º o francês Charles Pélissier a 10 minutos 27 segundos. À classificação geral : 1.º Maes, 2.º Magne a 5 minutos 29 segundos, 3.º Speicher a 8 minutos 53 segundos.
- 8 de julho : o francês Maurice Archambaud ganha desatado a 1.ª metade-etapa da 5. ª etapa do Tour de France Belfort Genebra que enfrenta o col dos Rousses, 2.º o belga Edward de Caluwé a 43 segundos 3.º o belga Gustave Danneels a 1 minuto 13 segundos, 4.º a 1 minuto 31 secundes o alemão Georg Stach que consegue o sprint do pelotão onde se encontram todos os favoritos. À classificação geral, 1.º o belga Romain Maes, 2.º o francês Antonin Magne a 5 minutos 29 segundos, 3.º de Caluwé a 7 minutos 31 segundos.
- A 2.ª metade da etapa Genebra-Evian contra o relógio está conseguida pelo italiano Raffaele dei Paco, 2.º o francês Antonin Magne a 2 segundos, 3.º o francês Maurice Archambaud a 7 segundos, 4.º o belga Romain Maes a 40 segundos, 11.º o belga Edward de Caluwé a 4 minutos 13 segundos. O vencedor moral desta etapa é Archambaud, porque a temporada de di Paco é duvidosa, está suspeitado de ter-se rebocado a um carro. Com respeito a Magne, tem beneficiado já que os seus jogadores marcados tem o esperado antes para chegar todos juntos a Evian. Magne faz uma culpa e di Paco uma amoestação mas não é dado de penalização em tempo. À classificação geral : 1.º Maes, 2.º Magne a 4 minutos 6 segundos, 3.º de Caluwé a 11 minutos 4 segundos. Há descanso a 9 de julho}}.
- 10 de julho : o francês René Vietto ganha em solitário a 6. ª etapa do Tour de France Evian-Aix os Banhos, que enfrenta os cols dos Aravis e do Tamié, 2.º o francês René les Grevès a 3 minutos 50 segundos, 3.º o italiano Basco Bergamaschi, 4.º o italiano Ambrogio Morelli, 5.º o belga Romain Maes todo mesmo tempo que faz parte de um grupo onde figura o francês Antonin Magne 15.º mesmo tempo. O belga Edward de Caluwé 28.º a 10 minutos 19 segundos abandona os primeiros lugares. À classificação geral, 1.º Maes, 2.º Magne a 4 minutos 6 segundos, 3.º Bergamaschi a 12 minutos 5 segundos. TEM a véspera da etapa do Galibier, Magne é arqui-favorito faça a Maes cujo ano último o talón de achille tem sido a montanha.
- 11 de julho : o italiano Francesco Camusso ganha em solitário a 7. ª etapa do Tour de France Aix les Bains-Grenoble que sobe o col do Télégraphe e do Galibier, 2.º o seu compatriota Ambrogio Morelli a 3 minutos 48 segundos, 3.º o francês Gabriel Ruozzi mesmo tempo, 4.º o italiano Basco Bergamaschi a 9 minutos 57 segundos, 5.º o belga Romain Maes mesmo tempo, 6.º o belga Félicien Vervaecke a 13 minutos 12 segundos, 7.º o francês René Vietto mesmo tempo. O francês Antonin Magne tem sido obrigado ao abandono. Continuação a um acidente entre os carros de serviço, foi ferido na perna por uma auto. Tem tentado bem de continuar mas na ascensão do telegrafo a dor não era suportável. Vietto que tem no presente os etapas francas com a equipa da França decepciona que se mostra longe do nível que se ele conhece. À classificação geral, 1.º Maes, 2.º Bergamaschi a 12 minutos 5 segundos, 3.º Morelli a 14 minutos 19 segundos. A Volta lamenta pela primeira vez a morte de um seu participante. O espanhol Francisco Cepeda no descida do Galibier que caiu mortalmente.
- 12 de julho : o belga Jean Aerts ganha ao sprint a 8. ª etapa do Tour de France Grenoble Gap que subia a costa de Laffrey e o col Bayard, 2.º o francês Gabriel Ruozzi, 3.º o belga Félicien Vervaecke a 8 segundos, 4.º o francês Georges Speicher a 1 minuto 36 segundos, 10.º o francês René Vietto a 4 minutos 1 segunda, 13.º o italiano Ambrogio Morelli a 4 minutos 20 segundos, 15.º o belga Romain Maes mesmo tempo, 24.º o italiano Basco Bergamaschi a 5 minutos 22 segundos. à classificação geral, surpreendendo-o Maes é sempre maillot amarelo não de mudança em cabeça da classificação geral
- 13 de julho : o francês René Vietto ganha desatado a 9. ª etapa do Tour de France Gap-Digno que subia os cols de Vars e de Allos, 2.º o italiano Francesco Camusso a 7 segundos, 3.º o belga Félicien Vervaecke a 2 minutos 23 segundos, 4.º o francês Georges Speicher a 3 minutos 7 segundos, 5.º o italiano Ambrogio Morelli mesmo tempo. O belga Romain Maes termina 11.º a 9 minutos 31 segundos mas seu dauphin à classificação, o italiano Basco Bergamaschi acaba ainda mais longe, 30.º a 32 minutos 50 segundos. À classificação geral, Maes sempre maillot amarelo, avança desta vez Camusso para 4 minutos 31 segundos, 3.º Morelli a 6 minutos 55 segundos. Tendo arrancado a Volta dificilmente Vietto é 7.º a 20 minutos 26 segundos, mas reivindica de qualquer jeito a liderança da equipa da França, cujo corredor o melhor classificado é Speicher 4.º a 7 minutos 26 segundos de Maes. a discorde instala-se nos tricolores.
- 14 de julho : o belga Jean Aerts ganha ao sprint a 10. ª etapa do Tour de France Digne-Nice que enfrenta o col de Leques, 2.º o francês Roger Lapébie, 3.º o francês Gabriel Ruozzi, 4.º o francês René le Grevès todo mesmo tempo. 5.º o francês Georges Speicher a 10 segundos, 6.º o italiano Ambrogio Morelli a 2 minutos 28 segundos, que consegue o sprint do pelotão ante todos os favoritos, excepto o francês René Vietto 17.º a 4 minutos 12 segundos. À classificação geral, 1.º o belga Romain Maes, 2.º o italiano Francesco Camusso a 4 minutos 31 segundos, 3.º Speicher a 5 minutos 8 segundos, 4.º o italiano ambrogio Morelli a 6 minutos 55 segundos. Há repouso a  15 de julho}}.
- 14 de julho : o espanhol Antonio Montes ganha a Volta tem os Portos.
- 16 de julho : o belga Romain Maes ganha desatado a 11. ª etapa do Tour de France Niza Cannes que enfrente os cols de Braus, de Castillon e a Turbie ( a encrespa de Sospel ), 2.º o belga Sylvère Maes ( nenhum vínculo de parenté entre ambas ) a 35 segundos, 3.º o italiano Francesco Camusso mesmo tempo, 4.º o italiano Orlando Teani a 57 segundos, 5.º o italiano Ambrogio Morelli a 2 minutos 18 segundos. O francês Georges Speicher está 8.º a 3 minutos 11 segundos e seu compatriota René Vietto, ainda decevant, é 16.º a 10 minutos 48 segundos. À classificação geral, enquanto se não dava  caro da pele de Romain Maes antes a encrespa de Sospel, este último consolida seu maillot amarelo, 2.º Camusso a 7 minutos 11 segundos, 3.º Speicher a 10 minutos 24 segundos.
- 17 de julho : o francês Charles Pélissier ganha, ao sprint ante seu colega de escapada, a 12. ª etapa do Tour de France Cannes Marselha, 2.º o francês Honrado Granier, 3.º a 18 minutos 2 segundos o francês Joseph Mauclair. Depois outros homens intercalés, o francês René les Grevès 12.º a 20 minutos 14 segundos consegue o sprint do pelotão onde figuram todos os favoritos. Nada de mudança em cabeça da classificação geral. TEM anotar que o francês Jules Merviel regressa a cabeça a primeira num camião, tem que estar hospitalizado. No hospital de Hyères, encontrará a enfermeira que vai tornar-se a sua esposa. Para a sua sucessão, a equipa da França escolhe como tem o direito de colocar Pélissier para substituir Merviel. Este último recusa porque está em cabeça da classificação dos Individuais, o regulamento autoriza. Fica então, O francês Roger Lapébie para substituir Merviel, Lapébie pouco convencido argumentando as suas preocupações físicas e abandona. O ambiente que reina na equipa da França explica estes abandonos.
- 18 de julho : o italiano Basco Bergamaschi vence, em solitário, a 1.ª metade da etapa da 13.ª etapa do Tour de France Marselha-Nimes, 2.º o belga Félicien Vervaecke a 2 minutos 46 segundos, 3.º o belga Jules Lowie mesmo tempo, 4.º a 6 minutos 38 segundos o belga Jean Aers que consegue o sprint do pelotão. Nada de mudança em cabeça da classificação geral.
- A 2.ª metade da etapa Nimes-Montpellier contra o relógio por equipa está conseguida pelo francês Georges Speicher 1.º francês na a linha de chegada, já que a equipa da França chega 27 segundos antes da Bélgica 2.º e 1 minuto 30 segundos antes da Itália 3.º. À classificação geral, 1.º o belga Romain Maes, 2.º o italiano Francesco Camusso a 8 minutos 14 segundos, 3.º Speicher à 8 minutos 27 segundos.
- 19 de julho : a 1.ª metade da etapa da 14.ª etapa do Tour de France Montpellier-Narbonne está conseguida ao sprint pelo francês René les Grevès, 2.º o belga Jean Aerts, 3.º o francês Charles Pélissier depois todo o pelotão. Nada de mudança em cabeça da classificação geral.
- A 2.º metade-etapa Narbonne-Perpignan contra o relógio está conseguida pelo francês Maurice Archambaud, 2.º a 2 minutos 51 segundos o belga Romain Maes, que épate todo mundo, 3.º o francês Georges Speicher a 4 minutos 1 segundos, 5.º o italiano Ambrogio Morelli a 4 minutos 4 segundos, 16.º o italiano Francesco Camusso a 7 minutos 22 segundos. À classificação geral, Romain Maes recusa seu segundo Speicher a 13 minutos 22 segundos e Camusso 3.º a 13 minutos 30 segundos. No entanto ao pé de Pirineo, os suiveurs opinam que não passá-los-á .
- 20 de julho : o belga Sylvère Maes ganha a 15. ª etapa do Tour de France Perpiñán-Luchon que enfrenta a costa de Montlouis, as cols do Puymorens, de Porto, de Portet de Aspet e dos Ares, 2.º som equipar e compatriota Félicien Vervaecke, 3.º a 13 minutos 35 secundes o alemão Oskar Thierbach, 4.º a 20 minutos 5 segundos o francês René Vietto, 5.º o italiano Ambrogio Morelli, 6.º o belga Sylvère Maes todo mesmo tempo. O francês Georges Speicher 15.º a 25 minutos 50 segundos é o grande perdedor do dia. O italiano Francesco Camusso está colisionado por um carro e está obrigado ao abandono. Todos os demais italianos abandonam na a marcha, salvo Ambrogio Morelli e Orlando Teani, que têm estreiado no entanto a Volta como individuais e têm sido incorporado na equipa de Itália para suppléer os abandonos. À classificação geral, 1.º Romain Maes, 2.º Vervaecke a 9 minutos 7 segundos, 3.º Sylvère Maes a 13 minutos 22 segundos, 4.º Morelli a 14 minutos 19 segundos, 5.º Speicher a 16 minutos 7 segundos. Este último reprocha a Vietto de ter activado briga-a dés o pé da costa de Montlouis, pondo-o assim em dificuldade. Vietto que tinha iniciado a escapada tem treinado em sua estela Vervaecke e Sylvère Maes. Mas como encobriu se fazia então ( porque o dérailleur não era  ainda empregado pelos corredores ) para mudar de braquet Vietto se prende para voltar sua roda. Os 2 belgas em profite para distanciar Vietto que tem atirado dos marrons do fogo para eles. Há repouso a  21 de julho}}.
- 21 de julho : o Luxemburguês Arsene Mersch resulta campeão do Luxemburgo em estrada.
- 22 de julho : o italiano Ambrogio Morelli ganha em solitário a 16. ª etapa do Tour de France Luchon-Pau que enfrenta os cols de Peyresourde, de Aspin, do Tourmalet e de Aubisque, 2.º seu compatriota Orlando Teani a 5 minutos 10 segundos, 3.º o belga Félicien Vervaecke a 6 minutos 19 segundos, 4.º o belga Romain Maes mesmo tempo, 7.º o francês Georges Speicher a 10 minutos 59 segundos, 10.º o francês René Vietto a 19 minutos 8 segundos. há repouso a  23 de julho}}. À classificação geral Maes tem guardado 2 minutos 30 segundos de antemão na Morelli seu novo segundo, 3.º a 9 minutos 7 segundos Vervaeke, que Maes pode agradecer já que ele tem servido de cão de pastor para atravessar a difícil etapa das quatro grandes cols pirenaícos. O suspense não é acabado entre ambos primeiros separados por uma separação também infime.
- 23 de julho : o italiano Learco Guerra ganha a Milão-Modena para o segundo ano de participação.
- 24 de julho : o francês Julien Moineau ganha a 17. ª etapa do Tour de France Pau-Bordéus, 2.º o belga Jean Aerts a 15 minutos 33 segundos, 3.º o francês André Leducq depois todo o pelotão. Nada de mudança em cabeça da classificação geral.
- 25 de julho : a 1.ª metade da etapa da 18.ª etapa do Tour de France Bordéus-Rochefort está conseguida, ao sprint ante um grupo de 8 homens, pelo francês René les Grevès, 2.º o belga Jean Aerts, 3.º o francês Charles Pélissier, 8.º o belga Romain Maes ( que tem sabido tomar a boa escapada ) todo ao mesmo tempo. Outros corredores são intercalados e o espanhol Vicente Bachero 17.º a 10 minutos 17 segundos consegue o sprint do pelotão onde figuram o belga Félicien Vervaecke 24.º e o italiano Ambrogio Morelli 30.º. À classificação geral Maes leva o seu avanço a Morelli 2.º a 12 minutos 47 segundos, 3.º Vervaecke a 19 minutos 24 segundos. Salvo acidente a causa parece sentida a favor de Maes.
- A 2.ª metade da etapa contra o relógio Rochefort-La Rochelle está conseguida pelo francês André Leducq após a desclassificação para batota do francês Jean Fontenay, 2.º o belga Romain Maes a 7 segundos, 3.º o belga Sylvère Maes a 9 segundos, 8.º o italiano Ambrogio Morelli a 1 minuto 56 segundos, 20.º o belga Félicien Vervaecke a 3 minutos 49 segundos. À classificação geral, 1.º Maes, 2.º Morelli a 15 minutos 21 segundos, 3.º Vervaecke a 23 minutos 58 segundos. Na passagem Leducq leva o seu recorde de vitórias de etapas na Volta a 24 ramos.
- 26 de julho : a 1.ª metade da etapa da 19.ª etapa do Tour de France La Rochelle-La Roche em Yon está vencida ao sprint pelo francês René les Grevès, 2.º o belga Jean Aerts, 3.º o francês Charles Pélissier depois todo o pelotão. Nada de mudança em cabeça da classificação geral.
- A 2.ª metade da etapa contra o relógio por equipa La Roche e Yon-Nantes está conseguida pelo belga Jean Aerts 1.º belga na linha de chegada, já que a equipa da Bélgica chega 3 minutos 43 segundos antes da Itália 2.º, 7 minutos antes uma equipa de isolados franceses 3.º e 7 minutos 33 segundos antes França 4.º. À classificação geral, 1.º o belga Romain Maes, 2.º o italiano Ambrogio Morelli a 19 minutos 4 segundos, 3.º o belga Félicien Vervaecke a 23 minutos 13 segundos.
- 27 de julho : a 1ª metade da 20.ª etapa do Tour de France Nantes-Vire está conseguida ao sprint pelo francês René les Grevès, 2.º o francês Charles Pélissier, 3.º o italiano Aldo Bertocco depois todo o pelotão dos favoritos salvo o belga Romain Maes 37.º a 1 minuto 10 segundos por causa de uma avaria mecânica. À classificação geral : 1.º Maes, 2.º o italiano Ambrogio Morelli a 17 minutos 54 segundos, 3.º o belga Félicien Vervaecke a 22 minutos 3 segundos.
- A 2.ª metade da etapa contra o relógio por equipa está conseguida pelo italiano Ambrogio Morelli 1.º italiano na linha de chegada, já que a equipa da Itália chega 1 minuto 15 segundos antes da França 2.º e 1 minuto 20 segundos ante Bélgica 3.º. À classificação geral, 1.º o belga Romain Maes, 2.º o italiano Ambrogio Morelli a 15 minutos 4 segundos, 3.º o belga Félicien Vervaecke a 22 minutos 3 segundos.
- 28 de julho : o belga Romain Maes vence desatado a 21.ª etapa do Tour de France Caen a Paris, 2.º o belga Félicien Vervaecke a 39 segundos, 3.º o italiano Ambrogio Morelli, 4.º o francês Paul Chocque todo mesmo tempo. O francês René les Grevès 5.º a 4 minutos 52 segundos consegue o sprint do pelotão. Romain Maes consegue o Tour de France levando o maillot amarelo de extremo em extremo, 2.º o italiano Ambrogio Morelli a 17 minutos 52 segundos, 3.º o belga Félicien Vervaecke a 24 minutos 6 segundos. Vervaecke consegue o Grande Prêmio da Montanha. Romain Maes lança-se nos braços da sua mãe que para a ocasião abandonava pela primeira vez a sua Bélgica natal. O ramo do vencedor está dado pelo francês Antonin Magne que faz boa figura apesar do seu abandono.
- 30 de julho : o belga Gérard Loncke ganha o Grande Prêmio de Escalda.

### Agosto
- 10 de agosto : o italiano Augusto Como ganha o Volta aos Apeninos para o segundo ano consecutiva.
- 11 de agosto : o italiano Marcello Spadolini ganha a primeira edição da Copa M.A.T.E.R.
- 11 de agosto : o italiano Gino Bartali ganha a Volta ao País basco. Logo a prova entre em paragem até em 1969.
- 10- 18 de agosto : campeonatos mundiais em pista em Bruxelas (Bélgica). O belga Jef Scherens é campeão do mundo de velocidade profissional para a quarta vez de participação. O alemão Toni Merkens é campeão do mundo de velocidade aficionada.
- 18 de agosto : Jean Aerts consegue o campeonato do mundo em estrada profissional em Floreffe na Bélgica, O espanhol Luciano Montero é medalha de prata e o belga Gustave Danneels é medalha de bronze para a segunda vez de participação. Ivo Mancini é campeão do mundo aficionado.
- 19 de agosto : o belga Eloi Meulenberg ganha o grande prêmio de Fourmies.
- 25 de agosto : o belga Michel Buyck ganha o grande Prêmio de Zottegem.
- 25 de agosto : 5.ª série do campeonato da Itália em estrada, o italiano Learco Guerra ganha a Volta a Romagna.
- 25 de agosto : o francês Roger Bisseron ganha o Circuito de Indre.
- 27 de agosto : o belga Sylvain Grysolle ganha a Copa Sais.
- 27 de agosto : o francês Jean Le Dilly ganha o Grande Prêmio de Plouay.
- 31 de agosto : o francês Gaspard Rinaldi ganha o Volta à Suíça.

### Setembro
- - 1 de setembro : 6.ª série do campeonato da Itália em estrada, o italiano Basco Bergamaschi ganha a Volta a Véneto.
- 7 de setembro : o italiano Giuseppe Doni ganha a Volta a Umbria. A prova não retomará até 1938.
- 8 de setembro : o Português César da Fonseca Feijoca - César Luís ganha a Volta a Portugal, no segundo ano de participação.
- 8 de setembro : o francês Antonin Magne ganha o grande Prêmio das Nações para o segundo ano de participação.
- 8 de setembro : o italiano Raffaele di Paco ganha o grande Prêmio de Genebra.
- 12 de setembro : o belga Marcel Kint ganha o Campeonato de Flandres.
- 15 de setembro : 7.º série do campeonato da Itália em estrada, o italiano Gino Bartali ganha a Volta das duas províncias de Mesina. Logo a prova desaparece do calendário internacional.
- 22 de setembro : o espanhol Salvador Cardona resulta Campeão da Espanha em estrada.
- 29 de setembro : o espanhol Salvador Campana ganha a Volta a Maiorca. A prova não retomará até 1939.
- 29 de setembro : 8.ª série do campeonato da Itália em estrada, o italiano Gino Bartali ganha o Troféu Bernocchi.

### Outubro
- 6 de outubro : o italiano Pietro Chiappini ganha os Três Vales Varésinos.
- 15 de outubro : o belga Gustave Reyns ganha o grande Prêmio da Clausura.
- 20 de outubro : 9.º série do campeonato da Itália em estrada, o italiano Enrico Mollo ganha o Giro de Lombardia. A saída da carreira do italiano Gino Bartali resulta campeão de Itália em estrada.
- 27 de outubro : o italiano Giuseppe Martano ganha o Volta a Lacio.
- 30 de outubro : no velódromo Vigorelli em Milão, o italiano Giuseppe Olmo bate o recorde do mundo da hora percorrendo 45,090 km.
- Na edição deste ano o campeonato da Alemanha em estrada se disputa aos pontos em várias provas, o alemão Bruno Roth resulta campeão da Alemanha em estrada.

## Campeonatos

### Principais campeões nacionais em estrada
- Bélgica : Gustave Danneels
- Espanha : Salvador Cardona
- França : Georges Speicher
- Itália : Gino Bartali
- Luxemburgo : Arsène Mersch
- Países Baixos : Marinus Valentijn
- Portugal: César da Fonseca Feijoca - César Luís
- Suíça : Paul Egli

## Principais óbitos
- 1 de maio : Henri Pélissier, ciclista francês. (° 22 de janeiro  de  1889).